# Isla Cormorant
La isla Cormorant es un isla de la Antártida ubicada a 64°48′S 63°58′O / -64.800, -63.967 en el lado sur de la isla Anvers, a 2,5 millas al ESE del punto de Bonaparte, en el archipiélago Palmer.
Fue cartografíada por el gobierno argentino pero no nombrada en el año 1954. Fue llamada por el Comité de Topónimos de Antárticos del Reino Unido (UK-APC) en 1958 debido al gran número de cormoranes sobre la isla.

## Reclamaciones territoriales
Argentina incluye a la isla en el departamento Antártida Argentina dentro de la provincia de Tierra del Fuego, Antártida e Islas del Atlántico Sur; para Chile forma parte de la comuna Antártica de la provincia Antártica Chilena dentro de la Región de Magallanes y de la Antártica Chilena; y para el Reino Unido integra el Territorio Antártico Británico. Las tres reclamaciones están sujetas a los términos del Tratado Antártico.
Nomenclatura de los países reclamantes: 
- Argentina: ?
- Chile: ?
- Reino Unido: Cormorant Island